# Virgil Exner
Virgil "Ex" Exner, född 24 september 1909 i Ann Arbor, Michigan, död 22 december 1973 i Royal Oak, Michigan, var en amerikansk bildesigner som arbetade för flera av de amerikanska tillverkarna, till exempel Chrysler och Studebaker. Han är mest känd för sin "Forward Look"-design på Chryslers bilar åren 1955–1961.

## Bilar formgivna av Virgil Exner

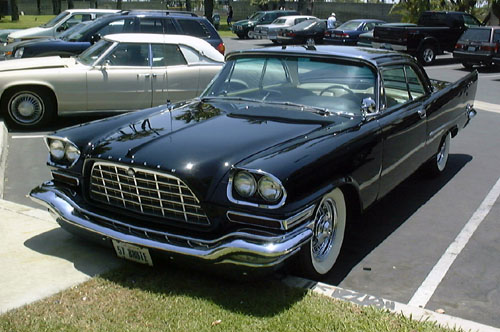
Chrysler 300C 1957.
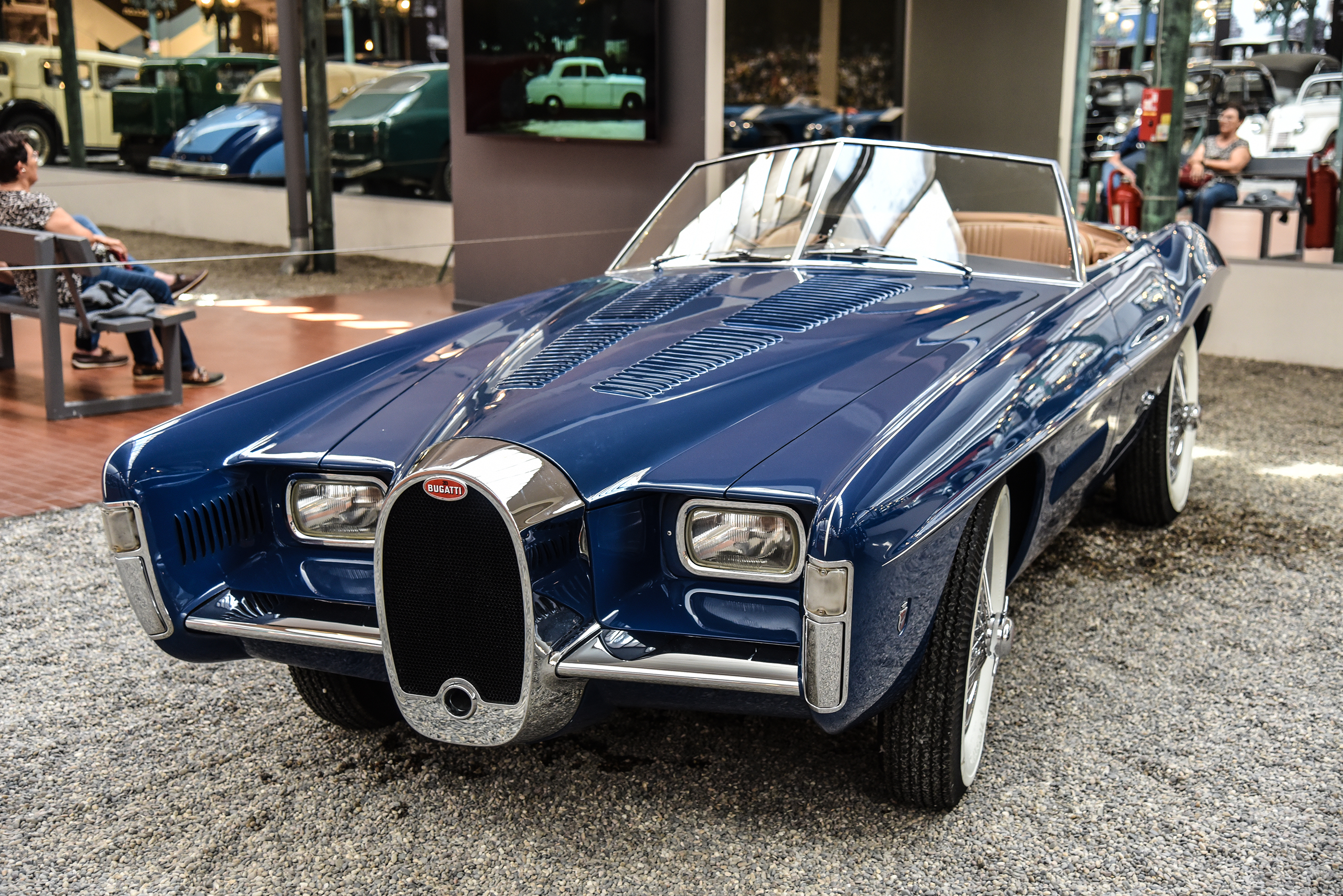
Bugatti Type 101C 1965.
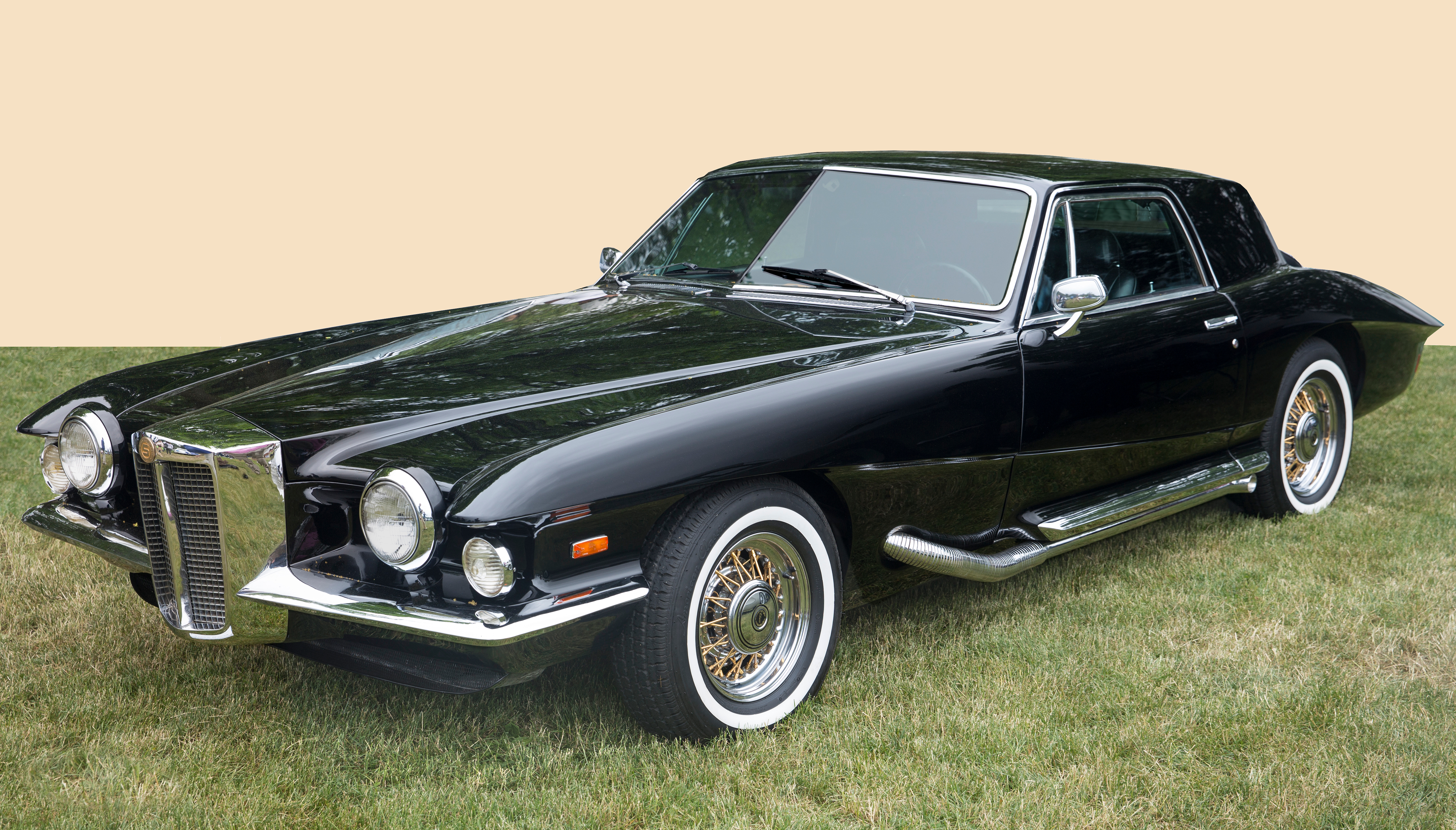
Stutz Blackhawk 1971.